# Каус Аустралис
Каус Аустралис (ε Стрельца) — самая яркая звезда в созвездии Стрельца с видимым блеском 1,79m (блеск звезд ковша Большой Медведицы). Яркий компонент Каус Аустралис А имеет на расстоянии 32 угловых секунды от себя спутник с видимым блеском 14m, так что Каус Аустралис — двойная звезда.
Каус Аустралис переводится как «южная часть лука» — это самая южная и самая яркая звезда лука Стрельца, который состоит из трёх звёзд. Вместе с Каус Меридионалис (δ Стрельца) и Каус Бореалис (λ Стрельца) образует лук Стрельца.

## Условия наблюдения звезды
Каус Аустралис имеет значительное южное склонение и поэтому на севере России не наблюдается. Звезду можно увидеть южнее широты Москвы летом и ранней осенью, однако достаточно высоко над горизонтом она поднимается лишь на юге России. В Южном полушарии эпсилон Стрельца выполняет важную навигационную роль.

## Характеристики
Главный компонент Каус Аустралис А представляет собой массивную звезду с массой около 5 масс Солнца, и радиусом около 7 радиусов Солнца. Диаметр звезды приблизительно равен 10 миллионам километров. Спектральный класс звезды B9,5 III. Расстояние до звезды — 44 пк (145 световых лет). Температура поверхности звезды равна 9000 °C (в 1,5 раза выше солнечной).
Второй компонент — звезда главной последовательности с массой ~95 % солнечной.